# Paddy (serial animowany)
Paddy (fr. Polochon) – belgijsko-francuski serial animowany z 1988 roku. Liczy 26 odcinków. 

## Wersja polska
W Polsce serial emitowany był z polskim dubbingiem na kanale TVP1 w Wieczorynce w 1996 roku.
W wersji polskiej udział wzięli:
- Józef Mika – Paddy
- Andrzej Gawroński
- Barbara Bursztynowicz
- Piotr Adamczyk
- Jerzy Kramarczyk

i inni

## Lista odcinków
- 01. Le compresseur
- 02. Une partie de pêche
- 03. La canicule
- 04. Un hôte indésirable
- 05. Les bruits de la nuit
- 06. Le printemps de Bob
- 07. Onyx soit qui mal y pense
- 08. L'oie sauvage
- 09. L'inondation
- 10. Bob fait se lever le soleil
- 11. L'anniversaire de Grand Mère
- 12. Attention bricolage !
- 13. Bob a disparu
- 14. Fredo, chien de garde de Bob
- 15. L'Onyx vené
- 16. L'enlèvement de Petite Sœur
- 17. Fredo en visite
- 18. Camping en montagne
- 19. Bob papa !
- 20. La pie voleuse
- 21. L'anniversaire de Polochon
- 22. Les vapeurs de Gédéon
- 23. L'ancienne mine
- 24. Baby sitting d'Alex
- 25. Fredo et le chat
- 26. La maladie de Polochon

Źródło: